# كادزوتو ساإيكي
كادْزُتو ساإيكي (باليابانية: 斉木 和人) (مواليد 20 أغسطس 1970)، هو لاعب كرة قدم ياباني سابق كان يلعب كلاعب وسط.

## وصلات خارجية
- كادزوتو ساإيكي على موقع رابطة كرة القدم اليابانية للمحترفين (اليابانية)
- كادزوتو ساإيكي على موقع عالم كرة القدم.نت (الإنجليزية)